# TUIfly Nordic
TUIfly Nordic AB è una compagnia aerea leisure svedese appartenente al gruppo tedesco TUI, uno dei maggiori operatori mondiali nel campo del turismo. Ha sede a Stoccolma ed è stata costituita dalla successiva trasformazione di Transwede Leisure A.B., quindi Blue Scandinavia A.B./Svenska Flygbolag, poi Britannia Airways A.B. tra il 1996 e il 2006.
Grazie ad un accordo commerciale, la compagnia svedese gestisce una serie di voli settimanali per conto degli operatori turistici Star Tour (Danimarca e Norvegia), Fritidsresor (Svezia) e Finnmatkat (Finlandia) con rotte che collegano le nazioni dell'Europa settentrionale con aeroporti sul Mar Mediterraneo, Mar Rosso, Isole Canarie, Egitto e Thailandia.
L'aeroporto principale della compagnia è quello di Stoccolma-Arlanda, ma i voli sono gestiti anche da altri cinque aeroporti secondari: l'aeroporto di Copenaghen in Danimarca, l'aeroporto di Helsinki-Vantaa in Finlandia, l'aeroporto di Oslo-Gardermoen in Norvegia e infine dagli aeroporti di Göteborg-Landvetter e Malmö-Sturup in Svezia.

## Storia
La compagnia venne originariamente costituita nel 1985 per gestire i voli charter per conto di Transwede Airways . Nel 1996, la divisione charter della compagnia aerea venne rilevata dal tour operator svedese Fritidsresor che la ridesignò Blue Scandinavia . Nel 1998, quando la compagnia Britannia Airways ne prese il controllo a seguito dell'acquisizione di Fritidsresor da Thomson, la compagnia aerea assunse la ragione sociale Britannia AB e i velivoli della flotta iniziarono a volare con il nome commerciale di Britannia Nordic. Nel 2000, Preussag, dal 2002 diventata TUI AG, acquisì il Gruppo Thomson.
Nel novembre 2005, la compagnia venne ridesignata Air Berlin e, nel maggio 2006, assunse la designazione TUIfly Nordic grazie alla nuova strategia di marketing del Gruppo TUI. Nel caso di TUIfly Nordic, alle volte sulla fusoliera compare il logo di Fritidsresor per sottolineare il loro ruolo di principale tour operator tra quelli che operano con la compagnia.

## Flotta

### Flotta attuale

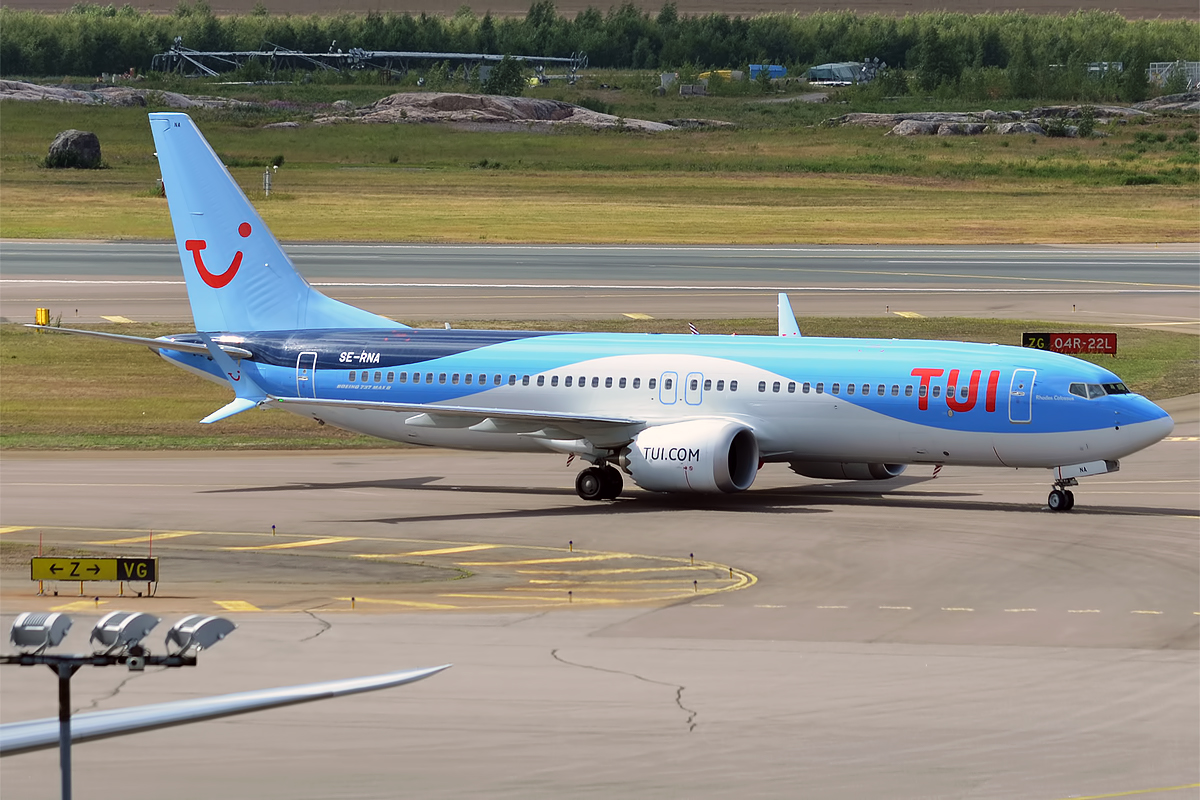
Un Boeing 737 MAX 8.

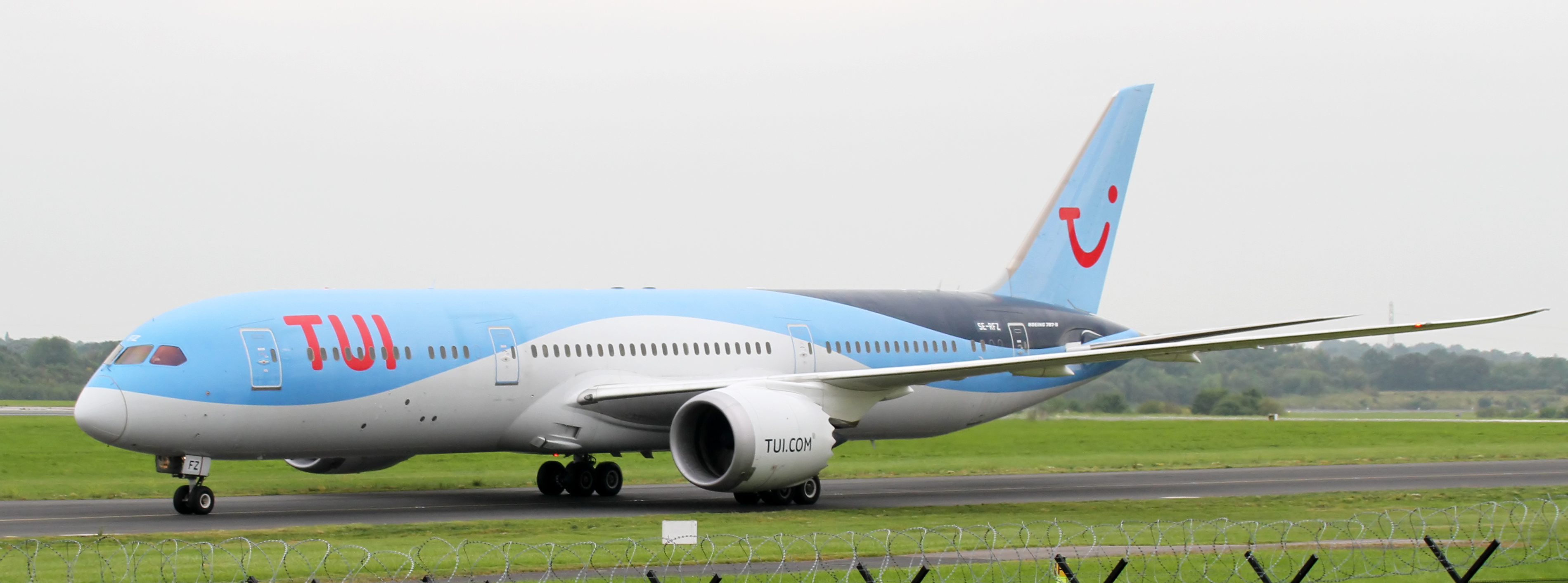
Un Boeing 787-9.

Ad ottobre 2024 la flotta di TUIfly Nordic è così composta:

### Flotta storica

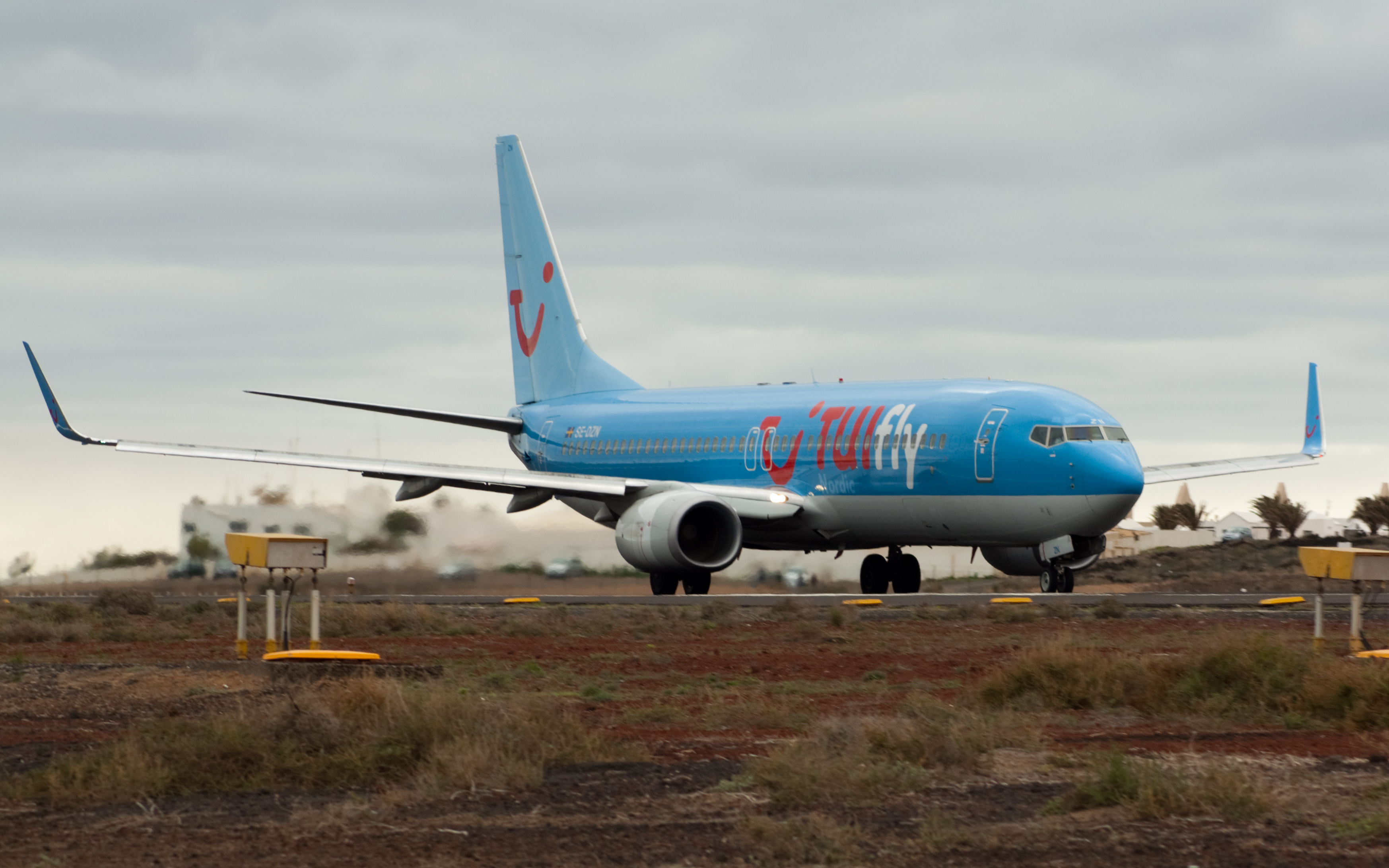
Un Boeing 737-800.

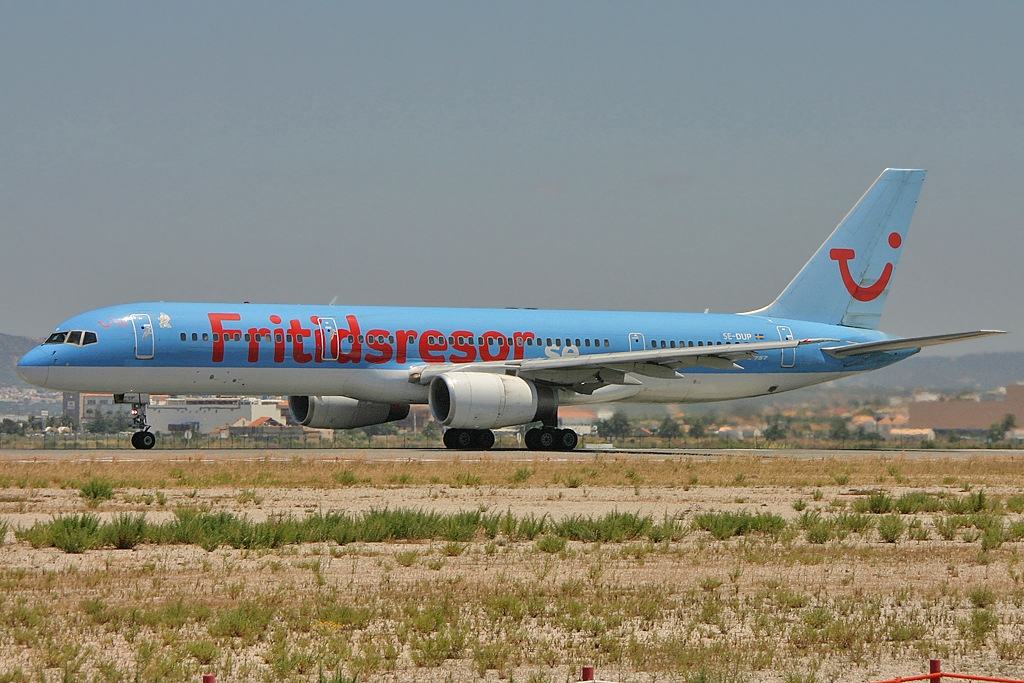
Un Boeing 757-200.

TUIfly Nordic operava in precedenza con i seguenti aerei: